# 高麗惠宗
高麗惠宗（：／ Goryeo Hyejong；912年—945年10月23日（陰曆九月十五）），姓王，諱武（：／ Wang Mu），字承乹，是高麗王朝的第二任君主，943年至945年在位。

## 生平
惠宗是太祖王建的長子，母為莊和王后吳氏。後梁乾化二年壬申（912年），出生於泰封國的羅州（今全羅南道羅州市）。太祖四年（921年），王武被立為正胤（即太子）。十四年（931年）七月，太祖親征一牟山城，遣王武巡視北方邊境。
太祖十九年（936年），後百濟前國王甄萱的女婿朴英規請求內附高麗，不久，甄萱請求征討篡位的逆子甄神劍。太祖從之，先派正胤王武、將軍朴述熙率領步騎一萬趨天安府。王武因作戰奮勇先登，功勞列為第一。
太祖二十六年（943年）五月，太祖病重，召大臣廉湘、王規、朴守文等人輔佐太子王武。不久太祖薨，王武奉遺命即位，是為惠宗。
944年派廣評侍郎韓玄珪、禮賓卿金廉出使後晋，通告自己嗣位，並慶賀擊敗契丹。翌年，後晋派光祿卿范匡政、副太子洗馬張季凝前來高麗，冊封惠宗為持節、玄菟州都督、上柱國、充太義軍使、高麗國王。同年，大匡王規誣告王弟王堯、王昭，惠宗不聽其言，反而對二人恩遇愈厚。王規又派其黨羽穿牆進入國王寢宮，陰謀叛亂，惠宗事先得到司天供奉崔知夢的報告，悄悄搬離了寢宮。王規陰謀失敗，惠宗並未問責。但自此之後惠宗變得非常多疑，常常用甲士來自衛，喜怒無常，賞罰不明，導致將士們的嗟怨。九月，惠宗病危，群臣無法入內見面。戊申日，惠宗薨，群臣奉王弟王堯繼位。
惠宗死後，諡號義恭，廟號惠宗，葬於開京的東麓，陵號順陵。穆宗五年，加諡明孝。顯宗五年，加宣顯；十八年，加高平。高宗四十年，加景憲。因此惠宗的諡號全稱為仁德明孝宣顯高平景憲義恭大王。

## 家庭

### 兄弟
- 高麗定宗王堯
- 高麗光宗王昭
- 高麗戴宗王旭
- 高麗安宗王郁

### 妻妾
| 稱號             | 本貫 | 父母       | 備註                                     |
| ---------------- | ---- | ---------- | ---------------------------------------- |
| 義和王后林氏     | 鎭州 | 大匡林曦   | 葬順陵，祔惠宗廟。                       |
| 後廣州院夫人王氏 | 廣州 | 王規       | 太祖後宮廣州院夫人與小廣州院夫人的姊妹。 |
| 清州院夫人金氏   | 淸州 | 元甫金兢律 | 定宗後宮淸州南院夫人的姊妹。             |
| 宮人哀伊主       | 慶州 | 大干連乂   |                                          |

### 子女
| 稱號           | 生母         | 配偶         | 備註                         |
| -------------- | ------------ | ------------ | ---------------------------- |
| 興化宮君       | 義和王后林氏 |              | 本名不詳，又稱興化君。       |
| 太子 王濟      | 宮人哀伊主   |              |                              |
| 慶和宮夫人林氏 | 義和王后林氏 | 高麗光宗王昭 | 又稱慶化宮夫人、慶華宮夫人。 |
| 貞憲公主       | 義和王后林氏 |              |                              |
| 明惠夫人       | 宮人哀伊主   |              |                              |

## 影視形象
- 安政勳（朝鲜语：안정훈 (배우)）（幼年：서현석） - 2000年~2002年, 《太祖王建》, KBS1
- 盧英國（朝鲜语：노영국） - 2002年~2003年, 《帝國的早晨》, KBS1
- 金山浩 - 2016年, 《月之戀人－步步驚心：麗》, SBS